# Gerd Buchdahl
Gerd Buchdahl (* 12. August 1914 in Mainz; † 17. Mai 2001 in Cambridge) war ein deutsch-englischer Wissenschaftstheoretiker und Wissenschaftshistoriker.

## Leben
Buchdahls Eltern waren liberale deutsche Juden. Sein Vater Moritz Buchdahl (* 1878) stammte aus Brilon und war im Einzelhandel tätig, seine Mutter Emmy war 1881 in Hameln geboren worden. Wegen seiner jüdischen Abstammung emigrierte Gerd Buchdahl 1933 aus dem Nationalsozialistischen Deutschland nach London, nachdem er bis März 1933 das Mainzer Realgymnasium besucht hatte.
Dort besuchte Buchdahl 1934–1936 die Brixton School of Building and Engineering, die er mit einem Diplom abschloss. Noch 1936 wurde er Lizentiat des Institute of Builders, ab 1938 war er assistierender Bauingenieur in London. Während des Zweiten Weltkrieges wurde er im Juni 1940 als „feindlicher Ausländer“ interniert und auf der Dunera nach Australien deportiert.

“On board ship, he was one of the authors of the ‘constitution’, inscribed on a toilet roll, for self-government of the internees. Kept under appalling conditions and surviving a torpedo attack, they reached Australia after fifty-seven days, there to be placed in an internment camp […].”

„An Bord des Schiffes war er einer der Mitarbeiter an der „Verfassung“ zur Selbstverwaltung der Internierten, geschrieben auf einer Toilettenrolle. Gehalten unter entsetzlichen Bedingungen und einen Torpedo-Angriff überlebend, erreichten sie Australien nach 57 Tagen, um in ein Internierungslager gesteckt zu werden […].“

Im Internierungslager in Tatura im Bundesstaat Victoria lehrte Buchdahl an der unter seiner Mitwirkung gegründeten „Lageruniversität“ erstmals Philosophie. Im November 1941 entließ man ihn aus der Internierung, da er eine Stelle als Bauingenieur in Melbourne antreten konnte, die er bis 1947 innehatte.
Daneben besuchte Buchdahl ab 1941 die Universität Melbourne, wo er 1945 den Abschluss Bachelor of Arts in Philosophie mit besonderen Ehren erwarb. Seine jüdische Religion legte er 1944 ab, indem er der Church of England beitrat, im nächsten Jahr wurde er australischer Staatsbürger. Von 1947 bis 1957 war Buchdahl Mitglied des Lehrkörpers der Melbourner Universität und leitete bald das Department of General Science, in dem er Studenten der Humanities die (Natur-)Wissenschaften nahebringen sollte. 1947 heiratete er die Australierin Nancy Wann (* 1925); aus der Ehe gingen zwei 1950 und 1951 geborene Söhne hervor. Ebenfalls 1950 migrierten Buchdahls Eltern, die nach den Novemberpogromen 1938 im KZ Buchenwald gefangengehalten wurden und sich im August 1939 ins Vereinigte Königreich retten konnten, zu ihrem Sohn nach Melbourne.

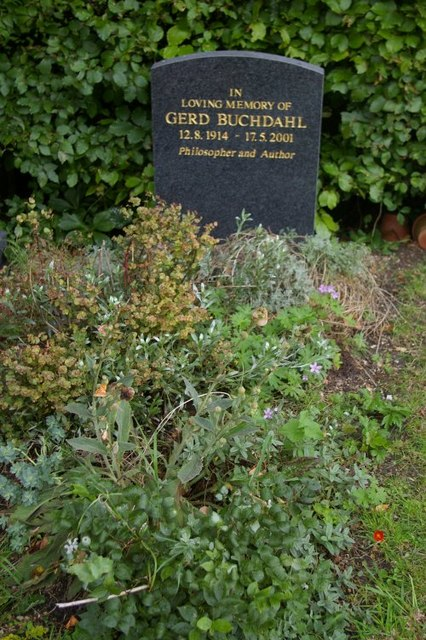
Buchdahls Grab

In Melbourne erwarb Buchdahl 1953 auch den Master of Arts, während es ihm gelang, seine Abteilung auf fünf Dozenten mit eigenem Gebäude und Bibliothek auszubauen und zunächst in History and Methods of Science, schließlich aber in History and Philosophy of Science umzubenennen. 1954–1955 besuchte er als Dozent die University of Oxford und kehrte 1958 auf Dauer nach Großbritannien zurück, um an der University of Cambridge zu lehren. Dort war unter Norwood Russell Hanson, dessen Nachfolge Buchdahl antrat, History and Philosophy of Science in den Lehrplan aufgenommen worden. Zunächst Dozent, gehörte er 1964 zu den Gründungsmitgliedern des Darwin College in Cambridge, nachdem er im Vorjahr die Staatsbürgerschaft des Vereinigten Königreichs angenommen hatte. 1966 wurde er zum Professor für Wissenschaftsgeschichte und Wissenschaftstheorie (reader in history and philosophy of science) ernannt und war von ihrer Gründung 1972 bis 1974 Vorsitzender der gleichnamigen Abteilung. Daneben war er Gastprofessor in Stanford, Kanada und Texas und besuchte mehrfach Regensburg und Hannover zu Vorträgen im Rahmen der Kant-Studien.
In den Jahren 1979–1981 war Buchdahl Präsident der British Society for the Philosophy of Science, daneben auch Mitglied der British Society for the History of Science, der Aristotelian Society, des Centro Superiore di Logica e Scienze Comparate und der Académie International de Philosophie des Sciences.
Buchdahls Grab befindet sich beim Dorf Horningsea nahe Cambridge.

## Werk
Buchdahl entwickelte, beeinflusst von Ernst Machs Die Mechanik in ihrer Entwicklung (1883), einen historischen Ansatz der Vermittlung von Wissenschaftslehre. Daraus ergab sich sein Bemühen zur Vereinigung der Wissenschaftsgeschichte mit der Wissenschaftstheorie, zu der er wichtige Beiträge leistete, nicht zuletzt 1970 die gemeinsam mit Larry Laudan durchgeführte Gründung der Studies in History and Philosophy of Science, einer der führenden Zeitschriften auf ihrem Gebiet. Wie bereits in Melbourne, gelang es Buchdahl auch in Cambridge, die Abteilung History and Philosophy of Science fest zu etablieren und in ihrem Fach zu einem Zentrum mit Weltgeltung auszubauen.
In seinen Hauptwerken Metaphysics and the Philosophy of Science (1969) und Kant and the Dynamics of Reason (1992) gelang es Buchdahl in der Auseinandersetzung mit Philosophen des 17. und 18. Jahrhunderts, sowohl die Fremdheit ihrer Anschauungen aufgrund unserer zeitlichen Distanz zu ihnen, als auch ihre Bedeutung für wissenschaftstheoretische Probleme der Gegenwart herauszuarbeiten.

## Schriften
- History and Methods of Science. In: University of Melbourne Gazette 6, 1950, S. 71f.
- The Image of Newton and Locke in the Age of Reason. Sheed and Ward, London [1961].
- History and Philosophy of Science at Cambridge. In: History of Science 1, 1962, S. 62–66.
- Metaphysics and the Philosophy of Science. The Classical Origins. Descartes to Kant. Basil Blackwell, Oxford 1969.
- Philosophy of Science. Its Historical Roots. In: Epistemologia 10, 1987, S. 39–56.
- Twenty-five Years of History and Philosophy of Science at Cambridge. In: The Cambridge Review 10, 1989, S. 167–171.
- History and Philosophy of Science. Some Anecdotal Memories. In: Studies in History and Philosophy of Science 20, 1989, S. 5–8.
- Kant and the Dynamics of Reason. Essays on the Structure of Kant’s Philosophy. Blackwell, Oxford/Cambridge 1992, ISBN 0-631-14815-9.
- Modelli di spiegazione. Per una lettura neotrascendentale delle teorie scientifiche. Universita degli studi di Pavia, [Pavia] 1995, ISBN 88-7830-200-7 (Sammlung aus dem Englischen übersetzter Aufsätze).